# 강화 유리
강화 유리(强化琉璃)는 판유리를 열처리한 후 표면에 공기를 불어 급랭시킨 유리이다. 강도가 크고 깨지더라도 파편이 피부를 다치게 하지 않기 때문에 자동차 창문 등에 널리 쓰인다.

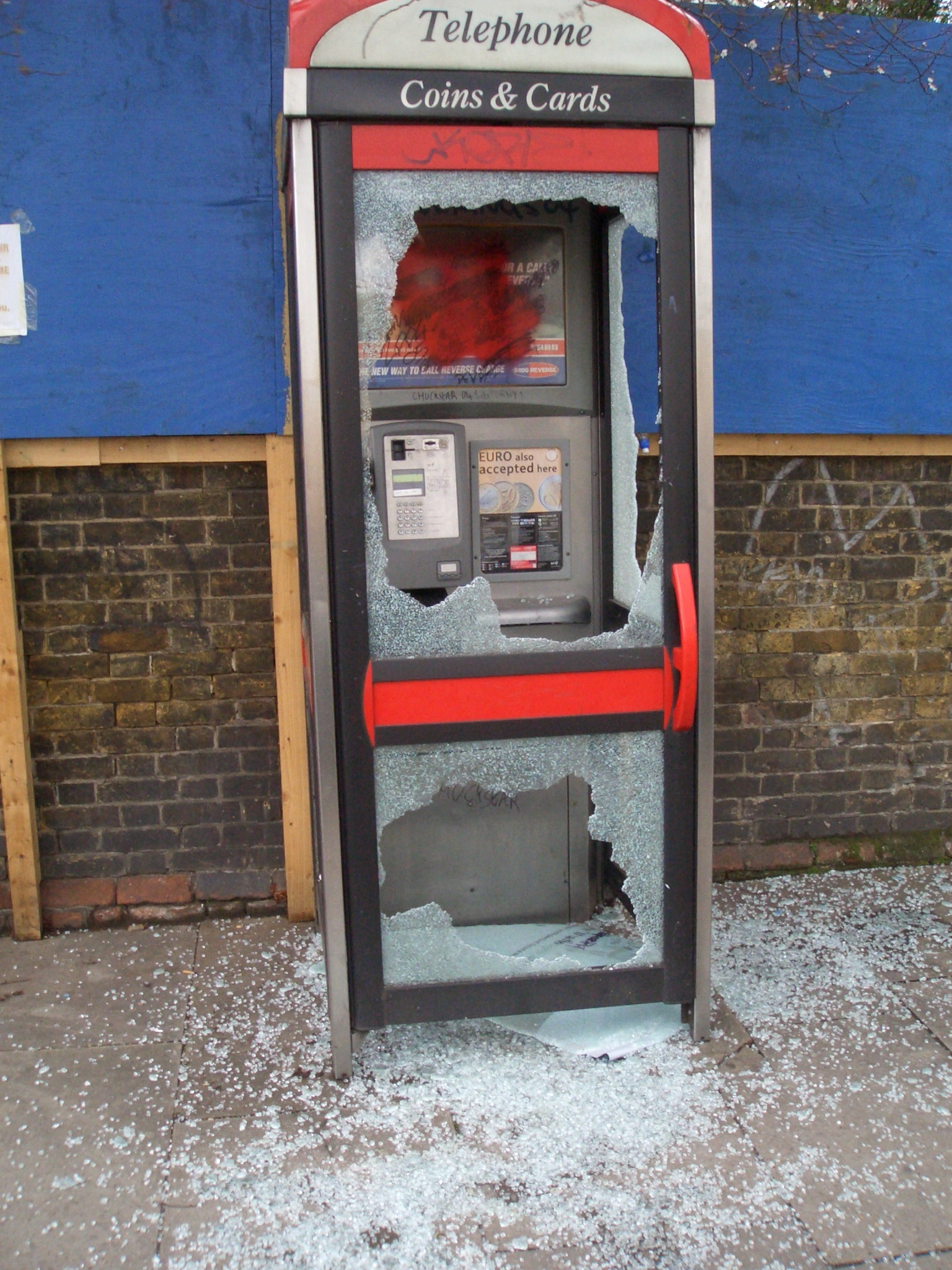
부서진 강화유리. 일반유리는 깨질 때 넓게 비산하지만 강화유리는 아래로 떨어진다. 이 사진에서는 비산해 있으나, 아래로 떨어지며 바닥에 부딪히며 비산된 것이다. 떨어지는 폭포수를 생각하면 아래로 떨어지지만 바닥에 떨어져서 비산한다. 이는 같은 원리다.

## 개요
연마판유리에 공기를 뿜어 주면 유리의 표면은 급랭되어 표면 가까운 부분에서는 압축응력, 내부에는 인장응력을 지닌 상태가 되는데 이를 강화유리라 한다. 유리는 본래 열에 의해 팽창·수축하는 성질을 가졌으므로 이와 같은 상태로 만들 수 있는 것인데, 이렇게 가공한 유리는 일반적인 냉각법으로 표면이 균일하게 식지 않으므로 깨어지고 만다. 이를 방지하려면 균일하게 식히는 독특한 기술이 필요하다. 또 균일하게 식히더라도 유리의 성질 자체에 부분적으로 차이가 있으면 역시 깨진다. 강화유리는 강도가 대단히 높아 보통 유리의 약 5∼10배나 된다. 그러나 표면을 균일하게 냉각시키려면 모양이 단순한 것이어야 하므로 현단계로는 빌딩의 커다란 유리창, 자동차의 앞유리, 밀폐용기 등에 쓰일 뿐이다. 강화유리는 표면에 압축응력을 균일하게 지니고 있음으로써 강한 것이며 만약 표면에 상처가 생겨 이 힘의 균형이 깨어지면 잘게 부서지고 만다. 이 때문에 유리칼로 자를 수가 없으며, 억지로 자르려 하면 역시 잘게 부서지고 만다. 그러나 보통의 유리처럼 파편에 의해 사람이 다치는 일은 대단히 드물다. 이보다 더욱 강한 유리로는 미국에서 개발된 화학강화유리가 있다. 이것은 유리의 나트륨을 이온반경이 큰 칼륨으로 치환함으로써, 표면에 압축응력을 부가한 것으로, 고층 빌딩 위에서 떨어뜨려도 깨지지 않을 정도로 강하다. 휴대기기의 디스플레이에 사용되는 고릴라 글래스가 대표적인 예이다.

## 자파 현상

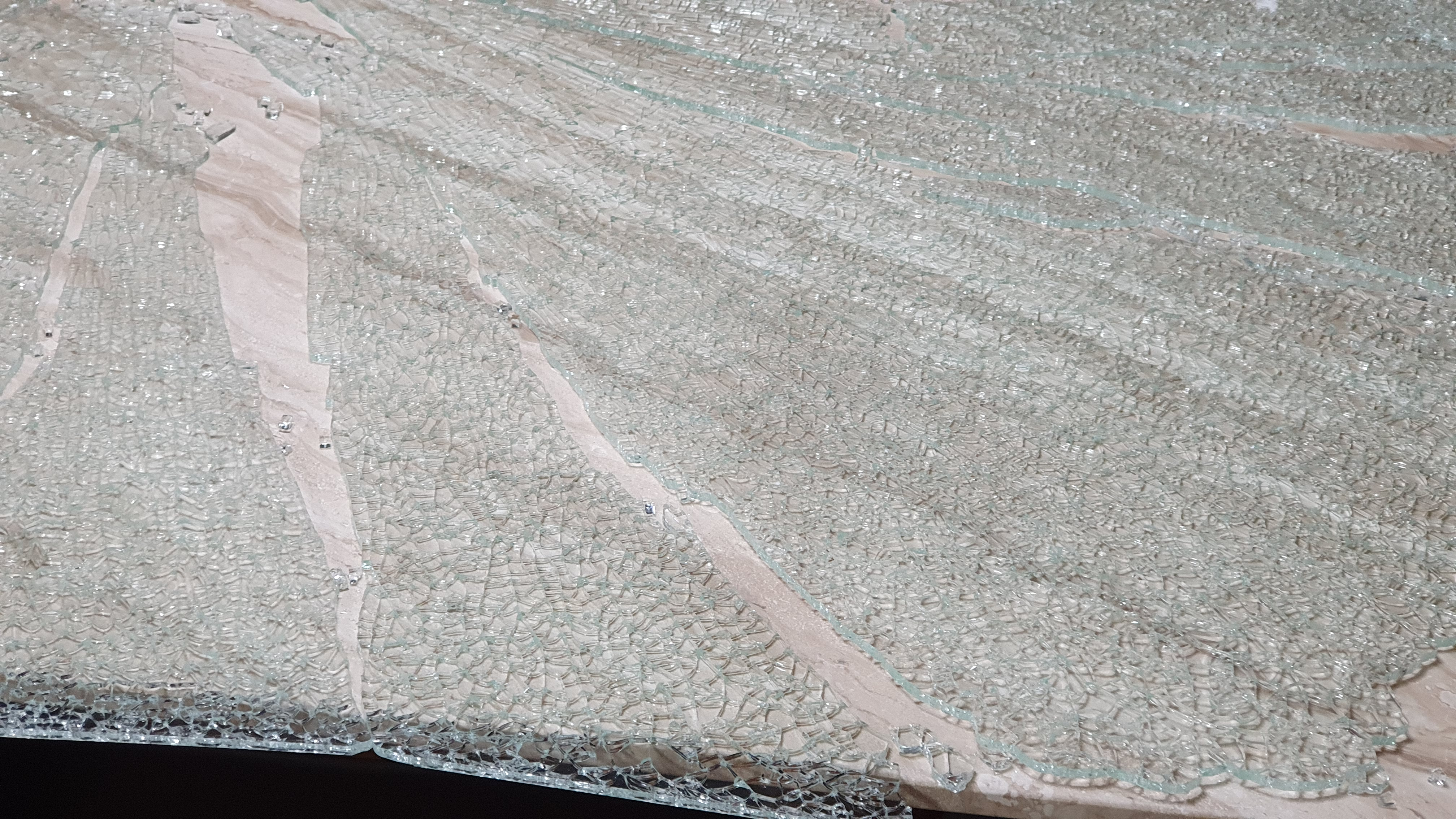
외부 충격 없이 스스로 깨진 강화 유리

강화 유리는 내구성을 높이기 위해 열처리를 통한 가공을 하게 되는데, 이러한 과정에서 압축응력을 깨트리는 불순물이 유입되거나 압축응력이 불균일하게 형성될 수 있다. 이러한 이유로 스스로 깨지는 자파 현상이 발생하기도 한다.

## 같이 보기
- 방탄유리
- 화학강화유리
- 특수 필름
- 유리

1. ↑  “이케아 강화유리 장식장 '꽝'터져 산산조각..."가능성 희박하지만 원래 그래"”. 소비자가 만드는 신문. 2021년 6월 11일. 2021년 11월 18일에 확인함.